# 살모네우스

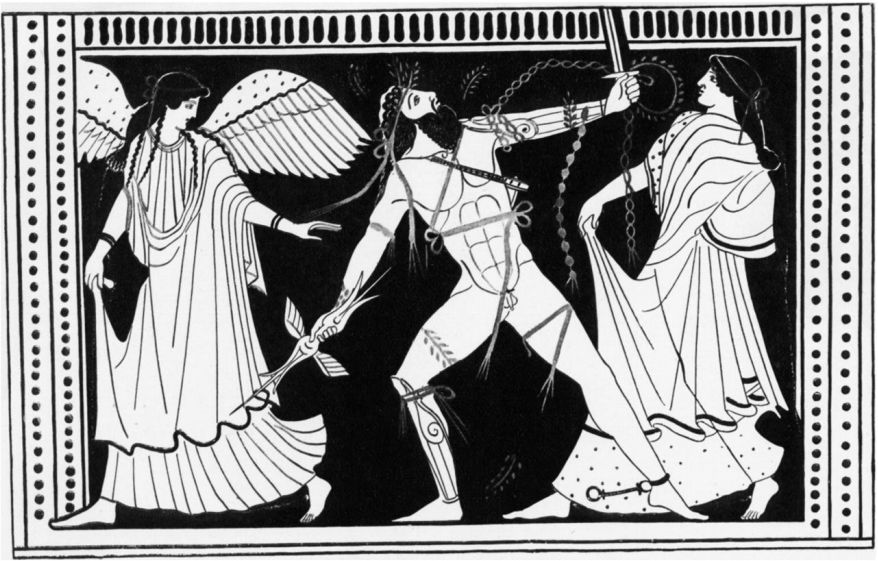

살모네우스(영어: Salmoneus 현대 그리스어: Σαλμωνεύς)는 그리스 신화에 등장하는 왕이다.

## 신화에서의 행적
살모네우스는 형제인 시시포스에 의해 고향 테살리아에서 쫓겨나 엘리스 지방으로 가서 그곳에 새 도시 살모네를 건설하고 왕이 되었다. 살모네우스는 자신이 제우스와 같으니 자신을 숭배하라고 하며 이곳저곳에서 과시했다. 이러한 특성으로 인해, 아이네이스에서는 살모네우스가 매우 오만한 인물로 그려진다.
살모네우스는 자신이 제우스의 화신이라는 것을 증명하기 위해 쇠바퀴를 단 전차에 긴 줄을 달아 쇠구슬을 묶어놓고 말들에게 쇠로 된 편자를 씌운 후 청동으로 포장한 길을 질주하면서, 그 행위에서 나는 소음을 향해 천둥 소리를 부르는 행위라고 하고, 언덕 위에서 사방에 횃불을 던져 제우스의 번개를 나타낸다고 주장하였다. 그러면서 제우스에게 바쳐져야 할 제물을 자신이 받기도 하였다.
살모네우스가 한 행위들은 매우 오만하며 불경한 행위였고 결국 실제 제우스의 분노를 사게 되었다. 제우스는 살모네에 벼락을 내려 살모네우스 왕과 그 도시와 백성들을 불태워버렸다. 여기서 살모네우스가 한 행동들은 낙뢰에 맞을 수 있는 확률을 높이는 행위로서, 이는 도체인 금속 위에 서 있거나 피뢰침과 같이 높은 곳에 올라가서 긴 물건을 드는 행위를 포함한다. 따라서 이 이야기는 우화적, 교훈적 성격을 지니기도 한다.

## 가족관계
테살리아 왕인 아이올루스와 에나레테(en:Enarete) 또는 이피스(en:Iphis)의 아들이며, 페네우스(en:Peneus)나 라오디케(en:Laodice)의 딸이며, 아타마스, 시지포스, 크레테우스, 페리에레스, 디오네우스, 카나레스, 알시오네, 페리메데가 살모네우스의 형제들이다. 살모네우스는 알키디케와 첫 결혼을 했고 티로의 아버지가 되었지만, 알키디케가 죽은 후 두 번째 부인으로 시데로를 맞아들였다. 최초의 그리스인 헬렌의 후손이다.

## 의견
제임스 조지 프레이저는 풍년을 위해 기우제를 진행했을 것으로 예상되었던 초기 그리스 왕들은 제우스의 특성을 따라 천둥과 번개를 모방하는 풍습이 있었다고 한다. 테살리아의 크라논에서, 가뭄이 들 때 흔들리게 되는 청동 전차가 있었고 비를 기원하는 기도가 있었다. S. 레이나슈는 살모네우스가 번개에 맞았다는 이야기가 테살리아의 마법사가 하늘에서 번개와 비를 내리며 나타난 그림을 잘못 해석했기 때문이라고 주장한다. 이런 이유로 그는 제우스의 분노나 질투의 희생자였다는 생각들이 생겨났고, 그의 그림은 제우스의 형벌을 상징한다.